# Calandrella
Calandrella là một chi chim trong họ Alaudidae.

## Các loài
Bao gồm các loài sau:
- Calandrella acutirostris Hume, 1873
- Calandrella blanfordi (Shelley, 1902)
- Calandrella brachydactyla (Leisler, 1814): Có thể là phức hợp loài.
- Calandrella cinerea (Gmelin, 1789)
- Calandrella dukhunensis (Sykes, 1832): Tách ra từ C. brachydactyla.
- Calandrella eremica (Reichenow & Peters J.L., 1932) (gộp cả C. daaroodensis): Tách ra từ C. blanfordi.
- Calandrella erlangeri (Neumann, 1906): IOC phiên bản 9.2 (2019) dựa theo Stervander và ctv. (2016)[3] coi nó là phân loài của C. blanfordi.
- Calandrella williamsi Clancey, 1952: Tốt nhất nên tách ra từ C. cinerea, dù tại thời điểm năm 2019 IOC vẫn coi là phân loài của C. cinerea.

## Hình ảnh

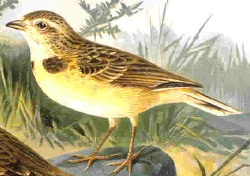
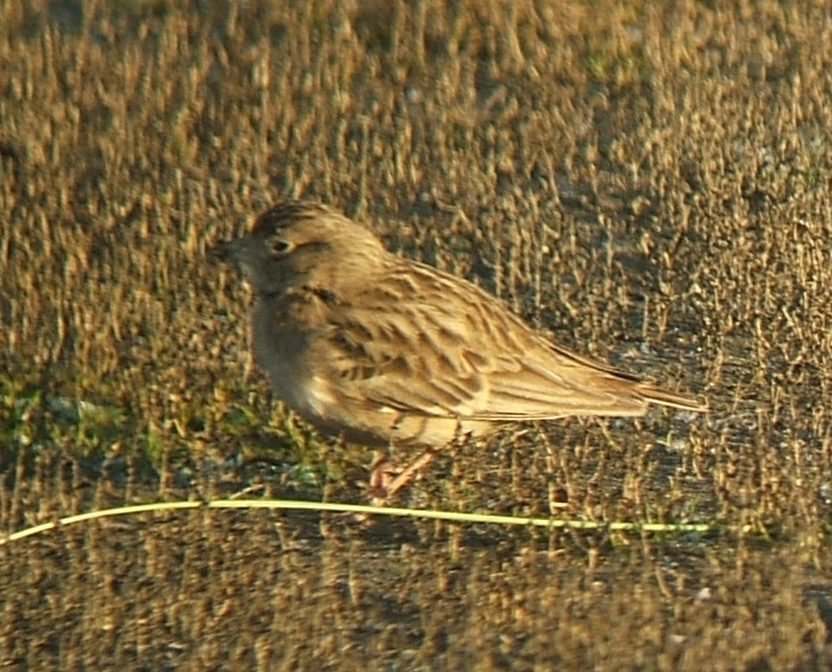
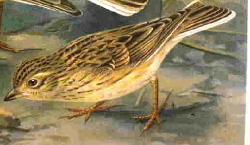